# 노아 음밤바
노아 음밤바무안다(프랑스어: Noah Mbamba-Muanda, 2005년 1월 5일 ~ )는 벨기에의 축구 선수이다. 그의 포지션은 수비형 미드필더 또는 중앙 수비수로, 현재 독일 분데스리가의 바이어 레버쿠젠에서 활약하고 있다.

## 클럽 경력
2021년 1월 22일, 음밤바는 리르서와의 챌린저 프로 리그 경기에서 브뤼허의 리저브 팀, 클뤼프 NXT 소속으로 데뷔전을 치렀다.
2021년 5월 23일, 그는 16세의 나이로 헹크와의 경기에 선발 출전하면서 벨기에 프로 리그 데뷔전을 치렀다. 2021년 10월 19일, 그는 16세의 나이로 맨체스터 시티와의 경기에 66분 교체 투입되며 UEFA 챔피언스리그 데뷔전을 치렀다.
2023년 1월 14일, 음밤바는 독일의 바이어 레버쿠젠에 비공개 이적료로 이적했으며, 2028년 6월까지 계약을 맺었다.

## 국가대표팀 경력
벨기에에서 태어난 음밤바는 콩고 혈통이다. 그는 현재 벨기에 청소년 국가대표팀 일원이다.

## 수상 내역
클뤼프 브뤼허
- 벨기에 슈퍼컵: 2021[6]